# فورد تاندربرد (نسل یازدهم)
فورد تاندربرد (نسل یازدهم) (Ford Thunderbird (eleventh generation)) خودرویی است که در سال‌های ۲۰۰۲ تا ۲۰۰۵تولید شده‌است.
طراحی آن خودروهای موتور جلو-محور عقب بوده است. سیستم جعبه‌دندهٔ آن ۵ دنده به صورت خودکار است.